# N32 (België)
De N32 is een provincieweg in België. De weg loopt in noord-zuid-richting doorheen de provincie West-Vlaanderen, min of meer parallel aan de autosnelweg A17. De weg verbindt de steden Brugge, Torhout, Roeselare en Menen.

## Geschiedenis
De weg werd aangelegd door de Oostenrijkse Nederlanden, halverwege de 18de eeuw. De regering onder Maria Theresia gaf op 1 april 1751 het octrooi voor het aanleggen van de weg. De weg werd afgewerkt in 1751-1754. De kosten voor het zuidelijk gedeelte in de Roede van Menen werden gedragen door de stad Menen. De kosten voor het noordelijke deel kwam op kosten van keurvorst Karl Theodor van Neuburg, paltsgraaf van de Rijn, en onder andere heer van Wijnendale, Torhout en Roeselare. Het noordelijke deel was 38 km lang, vanaf de Brugse Smedenpoort tot iets ten zuiden van het huidige gehucht Beitem. Het zuidelijke deel was 8,5 km lang, en liep verder tot de Brugsepoort in Menen.
Karl Theodor financierde zijn gedeelte van de weg met eigen en geleend kapitaal, een bedrag van ruim 1 miljoen goudfranken. Voor het terugbetalen kreeg hij onder meer toelating om langs de weg tolbarrières op te richten. In Torhout moest de weg een aftakking hebben naar zijn slot in Wijnendale. Om herinnerd te worden, liet Karel Theodor de zeven tolbarrières noemen naar elementen uit zijn leven, namen die in de 21ste eeuw nog steeds gebruikt worden.
- In Sint-Andries heette de barrière De Klokke, omdat de klokken in Duitsland hadden geluid bij zijn geboorte. Deze naam bleef nog steeds in gebruik in Sint-Andries, en werd ook de naam van het terrein waar voetbalclub Club Brugge van 1912 tot 1975 voetbalde.
- Op het kruispunt met de weg tussen Zedelgem en Loppem kwam er de Heidelberg, een verwijzing naar de stad Heidelberg waar hij zijn universitaire studies had gevolgd. Heidelberg is nog steeds de naam van een gehucht, en een horecazaak in de oude herberg.
- De derde tolplaats was net ten noorden van Torhout een afspanning met de naam Berg-op-Zoom, een stad waarvan hij markies was.
- Net voor de aftakking naar Wijnendale was er de barrière De Molen. Dit was een halve barrière, waar slechts de helft van de normale tarieven werd geïnd.
- Net ten zuiden van Torhout lag Düsseldorf.
- In Beveren lag de barrière Wijnendale, genoemd naar het kasteel nabij Torhout. Tegenwoordig is dit de naam van een industrieterrein op die plaats.
- De laatste op het grondgebied van Karl Theodor was De Meerlaer, in het gehucht Beitem.

Ook verkocht hij ter financiering overbodige stukken van de Ieperse Heerweg ("Ijperschen herrewech"), een oude kronkelende, drassige aardeweg die vanuit Sint-Michiels over Loppem naar Torhout liep. Tussen Loppem en Torhout viel het traject van de nieuwe steenweg ongeveer samen met deze oude weg, en werd deze overbodig. Nog steeds bestaan echter grote stukken van het traject van deze oude weg als autoweg of landweg.
Ook op het traject van Menen stonden twee barrières, namelijk De Cleppe en de Faubourg de Bruges.
De nieuwe steenweg betekende een grote vooruitgang voor het wegverkeer, vooral voor het vervoer via diligence. De steenweg was 4,5 m breed, met kasseien in een 39 cm dikke zandlaag. Langs weerszijden was een 3 tot 4 meter brede aardeweg afgeboord door brede en diepe grachten voor de waterafvoer.

## Traject
De weg is nog steeds een belangrijke secundaire weg als noord-zuidas door de provincie. Sinds de tweede helft van de 20ste eeuw loopt weliswaar een nieuwe verbinding, de autosnelweg A17/E403, door de provincie, ongeveer parallel met deze steenweg. Ook spoorlijn 66 van Brugge tot Roeselare, en de verdwenen spoorlijn 65 verder tot Menen lopen haast parallel. In de steden op de weg wordt het autoverkeer door (gedeeltelijke) ringwegen omheen het stadscentrum geleid. In Torhout zorgt de R34 voor een bypass om het stadscentrum, en sluit de N33, een andere Oostenrijkse weg, aan. In Roeselare vormt de huidige N32 in het stadscentrum een kleine ring; een grote ring R32 leidt het noord-zuidverkeer volledig om het centrum heen. Ook in Menen is een nieuwe ringweg aangelegd die nu deel uitmaakt van het tracé van de N32. De weg sluit er nog aan op de steenweg N8, en gaat op de Franse grens uiteindelijk over in de Franse N17 in Halluin.

## Aftakkingen

### N32a
De N32a is een aftakking van de N32 in de plaats Roeselare. De weg gaat dwars door het centrum heen, terwijl de N32 er met een bocht om heen gaat. De N32a heeft een lengte van ongeveer 2,5 kilometer en bevat enkele stukken met eenrichtingsverkeer.

### N32b
De N32b is een verbindingsweg tussenin Menen tussen de N32 en de Franse D917. De weg heeft een lengte van ongeveer 4 kilometer en gaat dwars door de plaats Menen heen, waar de N32 aan langs de rand van Menen gaat.

### N32c
De N32c is een 1,4 kilometer lange verbindingsweg in Menen tussen de N32 en de N32b. De weg verloopt via de Moorselestraat.

### N32d
De N32d is een 1,4 kilometer lange aftakking van de N32 ten noorden van Menen naar Dadizele. De route verloopt via de Ieperstraat en de Oude Iepersestraat . De weg is in beide rijrichtingen te berijden, echter doordat de weg in het algemeen smal is, is er nauwelijks belijning aanwezig op de weg.